# Otpadnik
Otpadnik je, kronološki gledano, drugi roman u trilogiji Vreme zla srpskog književnika Dobrice Ćosića, objavljen 1986. godine.

## O djelu
Roman Otpadnik, kao i njegov prethodnik, Grešnik, prati živote Ivana Katića, Petra Bajevića, ali prevashodno Bogdana Dragovića, Ivanovog šuraka, od njegovog odlaska u Sovjetski Savez početkom tridesetih godina 20. stoljeća, do povratka u Jugoslaviju, osuđenog od SKPB-a za trockizam.
Dok Ivan Katić neće da bude bijedan dodatak na protoplazmi jedne ideološke laži – staljinizma – i tako postaje griješnik, Bogdan Dragović neće da bude sitno mlivo staljinskih dušegupki i tako postaje otpadnik. U oštroumnostima Petra Bajevića, glavnog junaka posljednjeg dijela trilogije, postoje "opasne" sklonosti ka budućim griješničkim i otpadničkim avanturama. Da nije pao kao plijen gestapovaca, u nejasnim okolnostima, pitanje je gdje bi i sam završio. 
Dobrica Ćosić se ovim djelom pokazao kao jedan suvremeni književnik, boreći se protiv vlastite prošlosti vjernika – zahvaljujući iskustvu griješnika i otpadnika, koji su odstradali vizije i zanose mladosti, ne samo da zavirije u taj pandemonijum što se zove svijet staljinizma, nego ga i fiksira jezikom umjetničke oštroumnosti.
U romanu je predstavljen veliki broj povijesnih ličnosti, poput Angaretisa, Georgi Dimitrova, Bele Kuna, Vasila Kolarova i Svetozara Vujkovića.

## Vanjske poveznice
- Otpadnik